# Лейденская красавица
«Лейденская красавица» (англ. Lysbeth: A Tale of the Dutch), 1901 — историко-приключенческий роман Генри Райдера Хаггарда. В оригинале роман носит название: «Лизбета: повесть о голландцах». Первоначально роман должен был называться «Тайна меча „Молчание“» (англ. The Secret of Sword Silence).

## Сюжет
Роман рассказывает о роковом переплетении судеб Лизбеты ван Хаут, дочери богатого нидерландского бюргера, и дона Жуана де Монтальво, знатного и бесчестного испанца. События разворачиваются в середине и второй половине XVI века в Нидерландах, на фоне непрекращающихся религиозных войн и жестоких гонений инквизиции на приверженцев новой веры.

## Главные действующие лица
Лизбета ван Хаут — в первой части молодая, привлекательная девушка двадцати трех лет, из богатой, уважаемой семьи. Отец её недавно умер и оставил ей значительное состояние. Является верующей католичкой, но осуждает зверства инквизиции. Проживает в Лейдене.

Во второй части зрелая женщина, сохранившая часть своей красоты. Жена Дирка ван Гоорля, исповедует новую веру.

Дирк ван Гоорль — дальний родственник Лизбеты. Молодой человек двадцати четырёх лет. Прилежный, рассудительный, но не имеющий значительных средств. Является приверженцем новой веры. Тайно влюблен в Лизбету.

Во второй части степенный, уважаемый бюргер, сколотивший солидное состояние. Владелец медно-литейного дела.
дон Жуан де Монтальво — испанский офицер лет 30-ти и привлекательной наружности, происходящий из знатного рода. По натуре игрок и артист, ввязывается в рискованные авантюры, жаждет завладеть большим богатством, включая наследство Лизбеты.

Во второй части бывший каторжник Рамиро, наживающийся на богатствах преследуемых нидерландских еретиков. Возвращается в Лейден в качестве коменданта городской тюрьмы.

Марта по прозвищу Кобыла — в прошлом красивая и состоятельная жительница Брюсселя. В настоящем объявлена вне закона и разыскивается инквизицией. Исповедует учение Лютера. Её мужа и сына сожгли на костре испанцы, а лицо изуродовали палачи. Смыслом и целью её жизни является отмщение.

Черная Мэг — шпионка инквизиции. Проживает в Лейдене. По её доносам пытают и казнят еретиков.

Симон Мясник — сожитель Чёрной Мэг. Соучастник её преступлений.

Гендрик Брант — житель Гааги, золотых дел мастер. Ровесник Дирка и его единоверец.

Во второй части, богатейший человек в Нидерландах, преследуемый из-за накопленных им сокровищ инквизицией и Рамиро.

Адриан ван Гоорль — сын Лизбеты и Жуана де Монтальво. Воспитывался отчимом Дирком. По наружности и склонностям — испанец. Чувствительный, эгоистичный, впечатлительный, вспыльчивый и самолюбивый юноша.

Фой ван Гоорль — сын Лизбеты и Дирка. Спокойный, веселый, трудолюбивый, честный и добрый юноша. Разделяет убеждения своего отца и продолжает дело Дирка.

Мартин — рыжебородый великан. Верный слуга Дирка. Обожает Фоя, настороженно относится к Адриану.

Эльза Брант — единственная дочь Гендрика Бранта. Молодая, красивая девушка. Наследница несметных сокровищ. Становится яблоком раздора между братьями ван Гоорль.

## Критика
Роман, как и другие произведения Хаггарда («Дочь Монтесумы», «Прекрасная Маргарет») содержит крайне негативное изображение испанцев и их культуры, что отмечали уже первые рецензенты романа, а также возвеличивание протестантской религии и этики в ущерб католицизму. Американский романист Дж. Э. Миченер писал:

Часто мне хотелось бы, чтобы мальчиком я не прочёл «Лизбет: повесть о голландцах» (1901) Райдера Хаггарда, поскольку она запечатлела в моем сознании настолько зловещие представления об Испании в век Филиппа и герцога Алва, который представлял его в Нидерландах, что прошло пятнадцать лет, пока я смог сопротивляться её влиянию. Ни одна книга не оказала такого дурного и такого долговременного влияния на меня…
Оригинальный текст (англ.)But I have often wished that I had not as a boy read Rider Haggard’s Lysbeth, A Tale of the Dutch (1901), because it imprinted on my mind so evil a picture of Spain in the age of Felipe and the Duque de Alva, who represented him in The Netherlands that it was fifteen years before I was able to counteract it. No other book had so baleful an influence on me, nor one so permanent…
— Michener J.A. (1981), Iberia, Fawcett Crest, ISBN 9780449238042